# Aghireșu
Aghireșu là một xã thuộc hạt Cluj, România. Dân số thời điểm năm 2002 là 7173 người.